# Deshidroemetina
La deshidroemetina, un alcaloide derivado de la ipecacuana, al igual que su análogo la emetina es un amebicida tisular.

## Indicaciones
La deshidroemetina se usó como amebicida sistémico de acción directa. Al igual que la emetina, alguna vez utilizó ampliamente para combatir la amibiasis intestinal invasora y grave y la amibiasis extraintestinal, pero aunque se le considera como un producto menos tóxico, ha sido sustituida por el metronidazol que tiene la misma eficacia y posee menor toxicidad. La deshidroemetina posee propiedades farmacológicas similares a la emetina.
La deshidroemetina es ligeramente menos cardiotóxica. 

## Indicaciones especiales
Los abscesos hepáticos se tratan con metronidazol, sin embargo, cuando éste fármaco esté contraindicado se sustituye con deshidroemetina. La deshidroemetina posee actividad amebicida frente a trofozoitos de E. histolytica, pero no frente a quistes; por ello es eficaz en las formas tisulares de amibiasis y en las amibiasis intestinales graves.
En Estados Unidos se puede obtener la deshidroemetina si se solicita al servicio de farmacología de los CDC, gracias a un protocolo de investigación de fármacos nuevos.